# Hapalomys longicaudatus
Hapalomys longicaudatus — вид гризунів, що зустрічається в Малайзії, М'янмі та Таїланді.

## Морфологічна характеристика
Довжина голови і тулуба від 150 до 170 мм, довжина хвоста від 172 до 201 мм, довжина лапи від 26 до 32 мм, довжина вух від 12 до 15 мм. Волосяний покрив м'який, щільний і шерстистий. Верхні частини сірувато-коричневі, включаючи щоки та верхню губу. Нижні частини білі, з коричнево-помаранчевою смугою вздовж боків, що розділяє дві частини. Вуха темно-коричневі з пучком довгих чорних волосків, які виходять зсередини вушної раковини. Хвіст довший за голову і тулуб, рівномірно темний і посипаний кількома волосками, які поступово стають довшими до кінчика. Каріотип 2n = 50, FN = 54.

## Середовище проживання
Мешкає у вкритих бамбуком місцевостях у вічнозелених тропічних лісах на висоті до 500 метрів над рівнем моря.

## Спосіб життя
Це деревний і нічний вид, пов'язаний з місцями проживання з присутністю бамбука. Він будує гнізда з листя в міжвузлях очерету, утворюючи отвір діаметром 3.5 см. В основному харчується різними частинами бамбука.